# Blogg

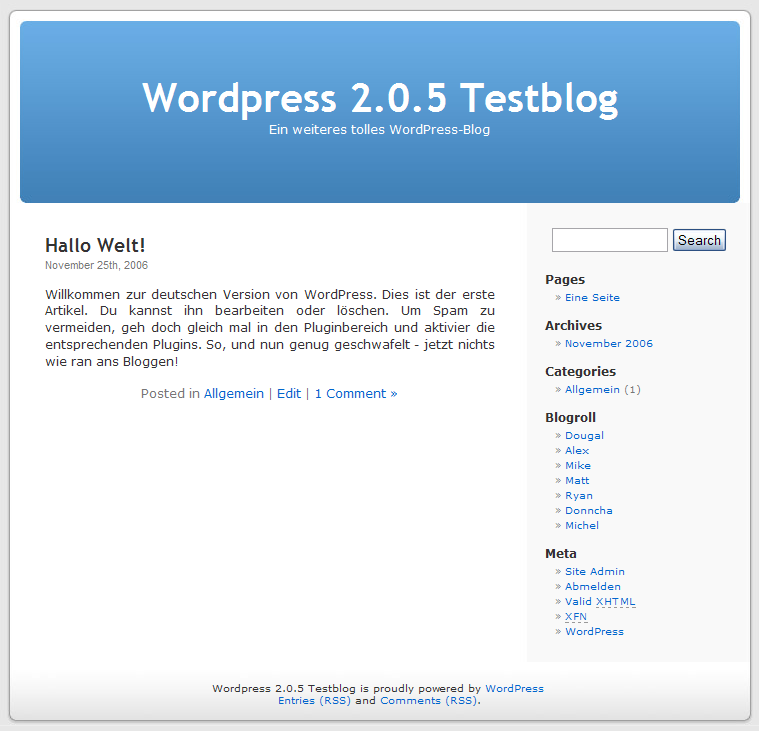
En blogg på tyska.

En blogg (avkortning av webblogg; av engelskans blog, kortform av weblog från de engelska orden ’web’ och ’log’), webbjournal eller webbdagbok är en webbplats som innehåller periodiskt publicerade inlägg och/eller dagboksanteckningar på en webbsida. Inläggen är ordnade med de senaste inläggen högst upp. Många bloggar uppfyller definitionen för ett massmedium.
En bloggs inlägg behandlar oftast ett visst ämne. En blogg kan också bestå av flera bloggare som samarbetar. Vissa bloggar är ämnesspecifika medan andra kan handla om flera olika ämnen som bevakas ur olika aspekter. Utseendet på bloggar varierar stort, men gemensamt är att varje inlägg brukar ha en datumangivelse med det senaste inlägget högst upp. Ofta har inläggen någon sorts nyhetskaraktär. Bloggens besökare kan vanligtvis lämna kommentarer kopplade till varje inlägg, vilka då visas under inlägget. Mellan bloggar sker ofta ett utbyte av innehåll och information.
Indexeringstjänsten Technorati har sedan 2003 följt utvecklingen och uppskattar att det, i mars 2007, skapades omkring 120 000 bloggar dagligen i världen.

## Etymologi
Engelskans weblog myntades av Jorn Barger den 17 december 1997. Kortformen blog myntades av Peter Merholz, som på skoj bröt upp ordet weblog till frasen we blog på sin internetdagbok Peterme.com under april 1999. Kort därefter använde Evan Williams vid Pyra Labs ordet blog som både substantiv och verb (to blog) och myntade ordet blogger för Pyra Labs internetdagbokstjänst, vilket ledde till uttryckets popularisering. En parallell förklaring är att web log också skulle kunna syfta på serverloggar.
Den svenska formen blogg medtogs på Svenska språknämndens nyordslista 2004 och i den trettonde upplagan av Svenska Akademiens ordlista över svenska språket som utgavs år 2006.

## Historia och samhällspåverkan
Links from the Underground av Justin Hall från 1994 anses vara den första personligt skrivna bloggen. Hans blogg är fortfarande aktiv.
Inom politiken har bloggen som massmedium fått stort genomslag. Barack Obamas lyckade valkampanj 2008 berodde till stor del på målmedveten webbdagboksskrivande. Flera diktaturer har skakats av orädda bloggare, varav några i till exempel Kina, Iran, Egypten och Kuba nått stor internationell uppmärksamhet. Trots odemokratiska staters försök att censurera innehållet på Internet fortsätter de politiska bloggarna sin verksamhet och kan med hjälp av kameror i mobiltelefoner filma övergrepp och händelser och snabbt sprida informationen över världen. 
Till följd av sina höga besökstal har vissa ledande bloggar fått stor betydelse som massmedia i marknadsföringssammanhang.
Andra begrepp, som inte används idag så mycket, är reload och nätdagbok. Ordet "reload" kommer från dagbokssamlingen Reload, som startades av Nanok Bie årsskiftet 1996/1997 och som samlade de flesta av Sveriges första bloggare. Nanok Bie skrev själv en slags webbdagbok redan 1995, men kallade det inte blogg (utan "reload" – för att knappen som laddade om sidan i webbläsaren Netscape hette så). Han startade 1996 ett community under namnet Reload som samlade de flesta tidiga svenska bloggare. 1997 lanserades tjänsten i ny version under namnet Reload.org.

### Sverige

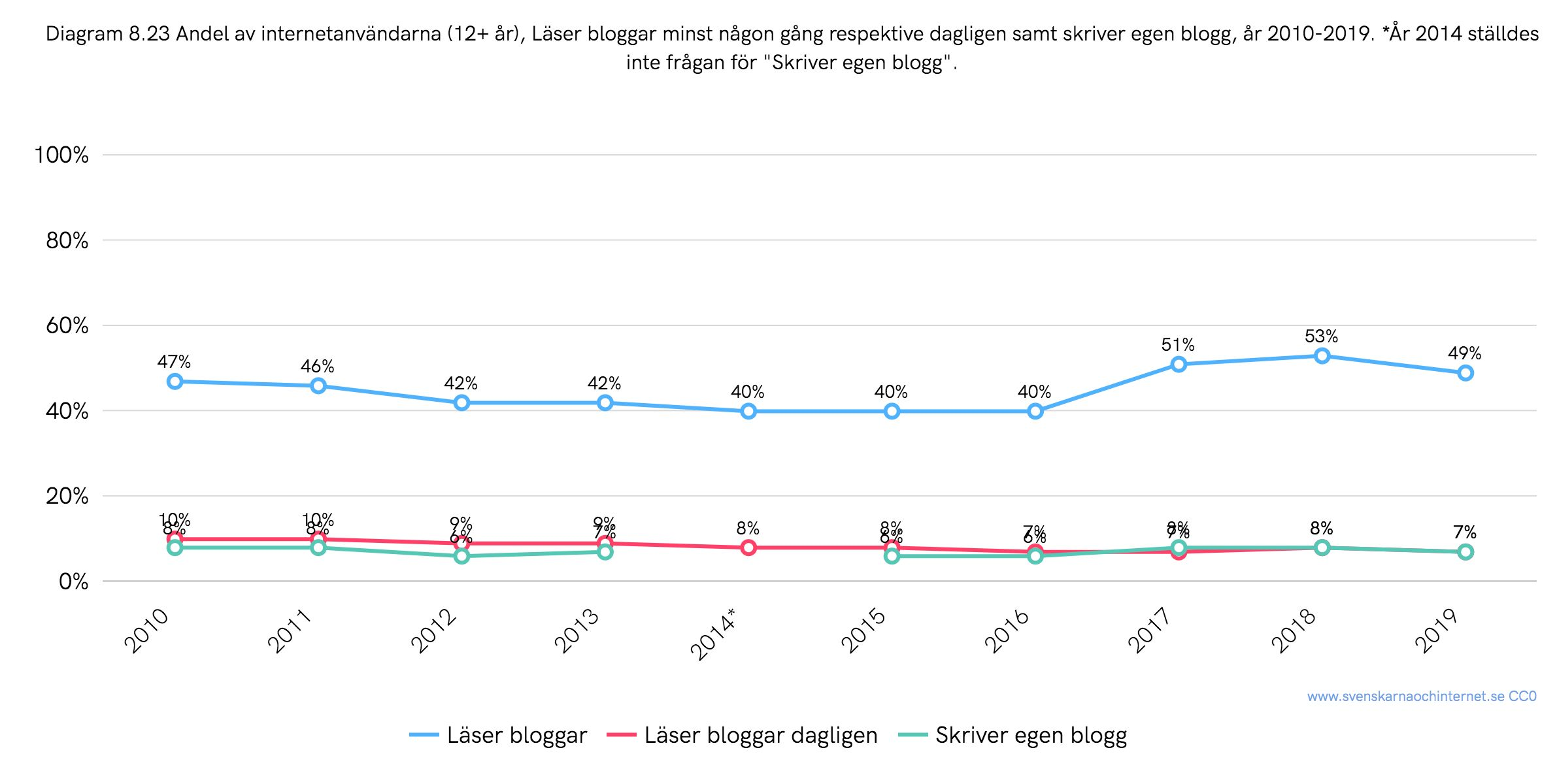
Andel av de svenska internetanvändarna (12+ år) som läser bloggar minst någon gång respektive dagligen, samt skriver egen blogg, år 2010–2019.

Sveriges äldsta fortfarande aktiva dagliga blogg är Sven Tycker som började skrivas den 4 april 1997.. Tidig var även Annica Tiger som började i augusti samma år och ännu aktive JanneA. Det publika genombrottet för bloggen i Sverige kom först efter jordbävningen i Indiska oceanen 26 december 2004.[källa behövs]
Många tidiga hemsidor innehöll kontinuerligt uppdaterade tankar och inlägg, men det var först när det kom verktyg för att enkelt publicera och organisera dem som bloggandet tog fart på riktigt. I mitten av 00-talet blev bloggandet populärt på bred front, vid den tiden kom bland annat Isabella Löwengrips blogg "Blondinbella" att bli en av de mer framträdande. Idag räknar man med att det finns ungefär en halv miljon svenska bloggar.
Riksdagens behandling av FRA-lagen  17 juni 2008 skapade en reaktion i bloggosfären som gav upphov till begreppet bloggbävning – numera på Språkrådets nyordslista. Bloggen gjorde sig mer gällande än tidigare.
Bloggares engagemang i Gömda-debatten, om Monica Antonssons bok 2008 Mia: sanningen om Gömda som kritiserar sanningshalten i boken Gömda av Liza Marklund och Maria Eriksson från 1995, var en bidragande orsak till att debatten uppmärksammades i traditionella medier.
I Sverige kan vissa bloggar locka uppemot 100 000 besökare per dag. En undersökning genomförd av Internetstiftelsen i Sverige år 2019 visade att 49 procent av de svenska internetanvändarna läste bloggar, varav 7 procent gjorde det dagligen. Åldersmässigt tycks bloggar vara mer populära hos 26–45-åringar än i andra åldersgrupper. Undersökningen visade även att 7 procent själva skrev bloggar.

## Innehåll
Man kan dela in bloggarna efter deras innehåll och då tala om politiska bloggar, dagboksbloggar, livsstilsbloggar, företagsbloggar, marknadsföringsbloggar, affärsbloggar etcetera. Att använda en blogg som en öppen dagbok är mycket vanligt.

### Företagsblogg
Företagsblogg är en form av blogg som drivs av ett företag. Företeelsen är mycket vanlig bland amerikanska företag, ett synsätt som även spritt sig internationellt. Vanligt är att nystartade internetföretag använder bloggen som en kommunikationskanal till kunder och användare. Det är numer ett vanligt sätt att marknadsföra sin produkt genom att starta en blogg.

### Inredningsblogg
En inredningsblogg är en samlingsplats för inspiration och tips inom inredning.
I den här typen av bloggar är bilder huvudfokus. Bilderna kan komma från diverse inredningstidningar, från bloggaren eget hem eller från inredningsbutiker. 

### Reseblogg
Resebloggar innehåller vägledning och inspiration till resor, oftast baserat på bloggägarens personliga erfarenheter från resor. Bland inläggen kan det finnas reseguider, praktiska tips inför och under resor samt skildringar från olika resmål.

### Träningsblogg/idrottsblogg
En träningsblogg är en blogg med träning och/eller idrott i fokus. Bloggen kan handla om allt från texter och bilder kring en specifik idrottsgren som exempelvis cykelsport eller fotboll, till en privatpersons träningsdagbok.

### Livsstilsblogg
En livsstilsblogg är en blogg som handlar om någons livsstil. Detta har på senare tid blivit en väldigt vanlig bloggform då de bloggare/influencers som inte vill hålla sig till en viss nisch hamnar här. Många av de tidigare stora modebloggarna har utökat sin repertoar och har med mer än just stil och mode och bör på så vis hamna under kategorin livsstilsblogg. 

### Forskarblogg
Forskarbloggar är bloggar författade av personer med anknytning till forskning. I forskarbloggen beskriver forskare sin forskning för en bredare publik. En svensk avhandling om forskarbloggar beskriver hur bloggen används av forskare och hur bloggen kan förstås som en form av vetenskaplig kommunikation.

### Matblogg
Matblogg är en blogg som skriver om mat och recept.

### Mikroblogg
En mikroblogg är en blogg där antalet tecken per inlägg är begränsat till ett litet antal. Mikrobloggar kan användas som del av en annan internettjänst. Till exempel har Facebook en meddelanderad som väsentligen är en mikroblogg. Den största renodlade webbplatsen för mikrobloggar är amerikanska Twitter. Mikrobloggar är oftast anpassade så man kan lägga in inlägg via mobiltelefon, alltså var man än är. Twitter, där SMS kan användas, har varit extra framgångsrika på detta.

### Metablogg
En metablogg är en blogg som behandlar bloggar, och som reflekterar över fenomenet och dess egenskaper. Ett exempel på en metablogg är Bloggkommentatorerna.se som har funnits sedan 12 januari 2008.  kommenterar, diskuterar och analyserar bloggar.

## Bloggverktyg
De tidiga bloggarna eller så kallade webbdagböckerna, skrevs för hand i html-kod eller med hjälp av ett redigeringsprogram och lades sedan upp på webbplatsen. Senare blev det möjligt att använda bloggverktyg med modern webbteknik för att skapa dynamiska webbsidor.
En faktor som gjorde att bloggandet tog fart, var spridningen av publiceringssystem som gör att det räcker att skriva in den önskade texten direkt i webbläsaren. Detta kan antingen åstadkommas genom registrering för en färdig bloggtjänst, eller också ser man till att ett bloggverktyg finns installerat på den server där man vill ha sin webbplats. Om så önskas kan man även skriva sig en egen bloggmotor förhållandevis enkelt, eftersom det enda som behövs är inmatning,  lagring och visning, något som går att göra väldigt spartanskt.
Ibland talar man om olika slags bloggar beroende på vad bloggarna tekniskt innehåller. Det finns flera olika typer av bloggar förutom de klassiska, textbaserade. Fotobloggar och videobloggar är exempel på detta. Vanligast är att man bloggar från sin dator men det har också blivit vanligare att blogga från mobiltelefon, så kallad mobilbloggning eller mobloggning.

### Hur man följer bloggar
Bloggar kan hittas på många sätt. Förutom i en vanlig sökmotor kan bloggar nås genom särskilda bloggsöktjänster, eller hittas genom portaler. Vissa portaler fungerar som kataloger över enskilda bloggar, andra är listor över enskilda inlägg. Många portaler bygger på att den som skriver bloggen själv förser portalen med information om sin blogg och när den uppdateras, samt ibland anger en kategori till sina egna inlägg. 
Alla bloggar kan besökas med en vanlig webbläsare, men om man följer många bloggar lönar det sig att prenumerera på uppdateringarna med hjälp av en RSS-läsare. Sådana finns i två former: antingen laddas alla inläggen ner med hjälp av ett särskilt program, eller så besöker man en webbsida där man har lagt bokmärken till de bloggar man vill följa. Ibland är den tjänst där man kan läsa andras bloggar också sammankopplad med en tjänst där man själv kan publicera sin blogg.
Det går också att följa ett sökord i bloggosfären genom att använda olika tjänster. Technorati och Googles Blogsearch har RSS-flöden för de sökningar man gör.

## Bloggwebbplatser och programvaror

### Publiceringsverktyg
Exempel på publiceringsverktyg som man kan använda för att lägga in en blogg på sin egen webbplats:
- WordPress (även ett innehållshanteringssystem)
- B2evolution
- CuteNews
- Geeklog
- Movable Type

### Webbplatser
Exempel på webbplatser som använder ett publiceringsverktyg för att publicera dess användares blogg på Internet, under webbplatsens egna domännamn eller en egen domän vilket kan erbjudas som betalt tillval:
- Blogger (bloggen läggs under domännamnet blogspot.se)
- WordPress.com (bloggen läggs under domännamnet wordpress.com)
- Blogg (bloggen läggs under domännamnet blogg.se)

### Svenska bloggtjänster
Det finns ett flertal svenska fristående bloggtjänster. Tidigare hade större kvällstidningar bland annat Expressen, Aftonbladet och Metro egna bloggtjänster för sina läsare, men de är numera stängda. 
Svenska communities som fanns på 00-talet som Lunarstorm, Playahead och en rad andra introducerade bloggar för sina medlemmar, men dessa var ej tillgängliga för utomstående och kritiker menade därför att det inte var bloggar i dess egentliga form utan enbart en utökning av deras redan existerande dagböcker.
Antalet svenska bloggtjänster ökade dramatiskt under 00-talet för att fall tillbaka i början på 2020-talet.[källa behövs] Det finns också många som startar sociala gemenskaper med webbtjänster såsom Ning där det också finns blogg som ett element.
För att marknadsföra sina bloggar är det vanligast att använda bloggtoppar (topplistor) alternativt tjänster som hjälper skribenter att nå ut med sina blogginlägg.